# Les Duke à Hollywood
Pour plus de détails, voir Fiche technique et Distribution.
Les Duke à Hollywood (The Dukes of Hazzard: Hazzard in Hollywood !) est un téléfilm de Bradford May diffusé en 2000. C'est le deuxième téléfilm faisant suite à la série télévisée Shérif, fais-moi peur.

## Synopsis
Les Duke se rendent à Hollywood dans l'espoir d'y vendre leur musique afin de récolter des fonds pour construire un hôpital dans le Comté de Hazzard. 

## Fiche technique
- Titre de diffusion à la télévision française : Les Duke à Hollywood
- Titre original : The Dukes of Hazzard: Hazzard in Hollywood !
- Réalisation : Bradford May
- Scénario : Gy Waldron et Bob Clark
- Musique : Tom Rizzo
- Photographie : Bradford May
- Montage : Drake Silliman
- Décors : Rodger Maus
- Production : Elliot Friedgen	 et Skip Ward

Producteurs délégués : Gy Waldron et Bob Clark
- Sociétés de production : Kudzu Productions et Warner Bros. Television
- Dates de sortie :

 États-Unis : 19 mai 2000 sur CBS
 États-Unis : 10 juin 2008 (DVD)

## Distribution
- Tom Wopat : Luke Duke
- John Schneider : Bo Duke
- Catherine Bach : Daisy Duke
- James Best : Shérif Rosco P. Coltrane
- Ben Jones : Cooter Davenport
- Sonny Shroyer : Enos Strate
- Rick Hurst : Adjoint Cletus Hogg
- Toby Keith : lui-même
- Mac Davis : « The Balladeer » (voix)
- Jay Acovone : B.B. Bascomb
- Patricia Belcher : Deacon
- Amaury Nolasco : Cypriano
- Kevin West : Freddy « Le Furet » (The Ferret en V.O.)
- Susan Yeagley : Tami
- Noel Gugliemi : le gangster de la rue
- Nicolas Coster : Ezra Bushmaster

## Autour du film
- Le film est dédié à la mémoire de Denver Pyle, décédé en 1997, et interprète de l'oncle Jesse Duke dans la série.